# Palazzo Giandonati

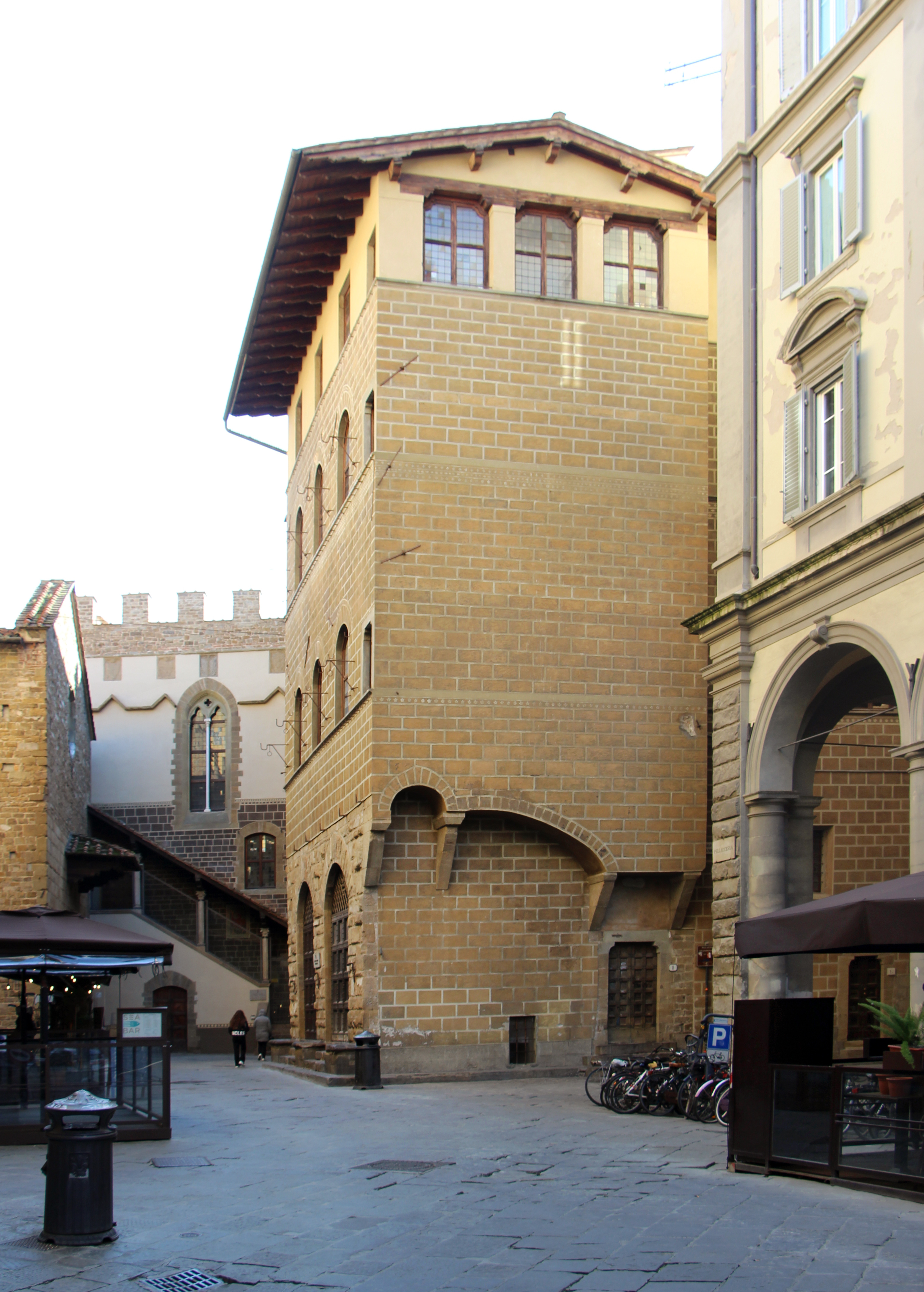
Fachada do Palazzo Giandonati.

O Palazzo Giandonati é um palácio de Florença caracterizado por um corpo avançado sobre a praça, onde se encontrava antigamente a entrada principal pelo Vicolo del Panico.

## História e arquitectura
O Palazzo Giandonati remonta ao século XIII. Caracteriza-se por um alto corpo que recorda uma torre medieval, onde se destaca um piso térreo com alguns degraus, banco de rua (panca di via) e dois portais, com portões cravejados em ferro, contornados por um rústico colmeado saliente que recorda os primeiros exemplos desta decoração aparecida entre o final do século XIV e o início do século XV. No Vicolo del Panico, um corpo avançado no primeiro andar desenvolve-se sobre um arcobotante e um arco quebrado apoiados em mísulas decrescentes.
Os esgrafitos na fachada foram refeitos no início do século XX.
Durante o periodo do esventramento para a criação da Piazza della Repubblica, o palácio foi ameaçado pelas demolições, que pararam afortunadamente a poucos metros de distância pela escassez de fundos. Em seguida, toda a Piazza di Parte Guelfa foi restaurada e, apesar de algumas adulterações, hoje forma um gracioso ângulo citadino.
Na época, o palácio foi unido com o adjacente Palazzo Canacci, um palácio do século XV. Em seguida, o palácio também passou a ser chamado de Palazzo Canacci-Giandonati. Hoje hospedam o comité do calcio in costume (uma espécie de futebol de carnaval).

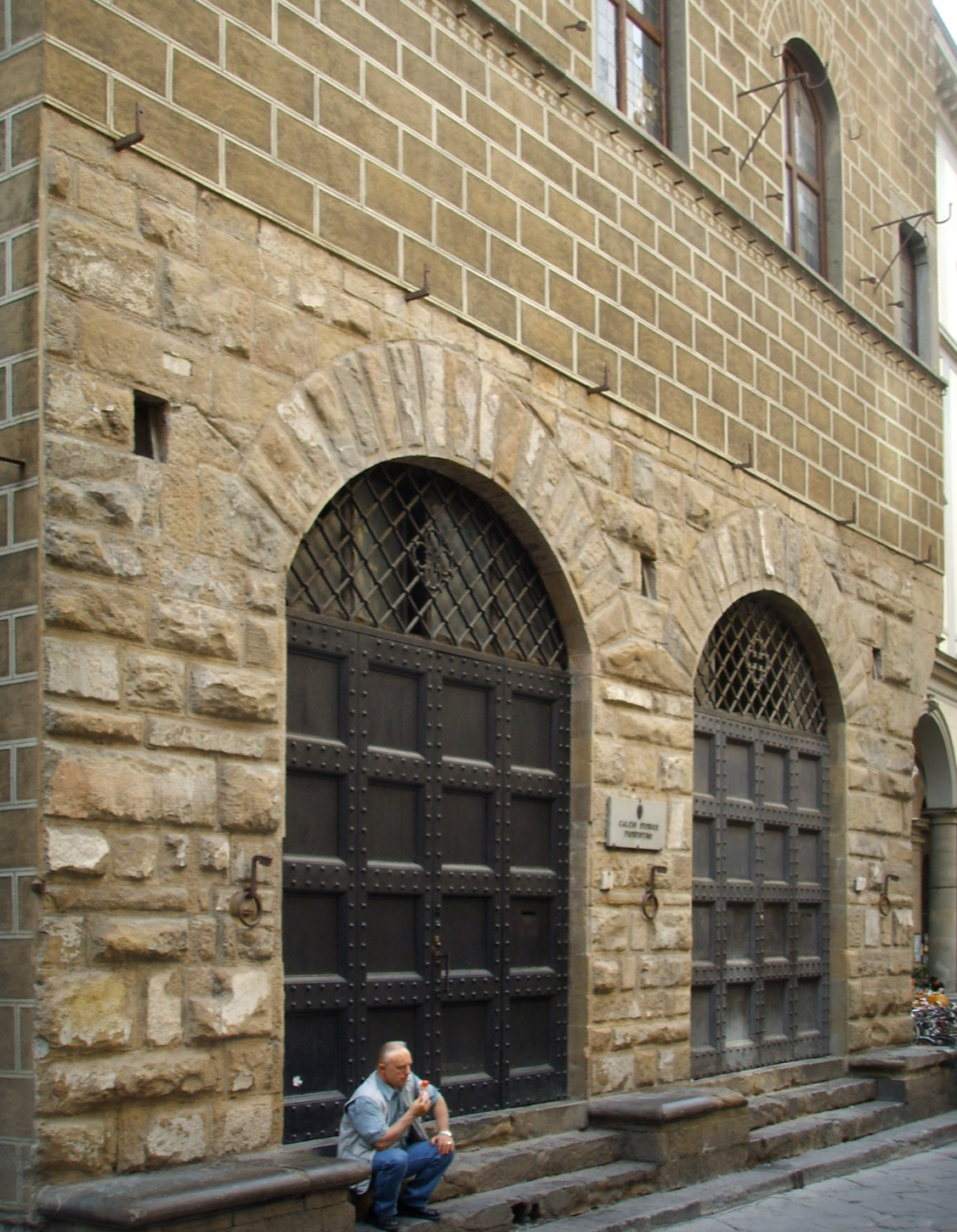
Portais do Palazzo Giandonati
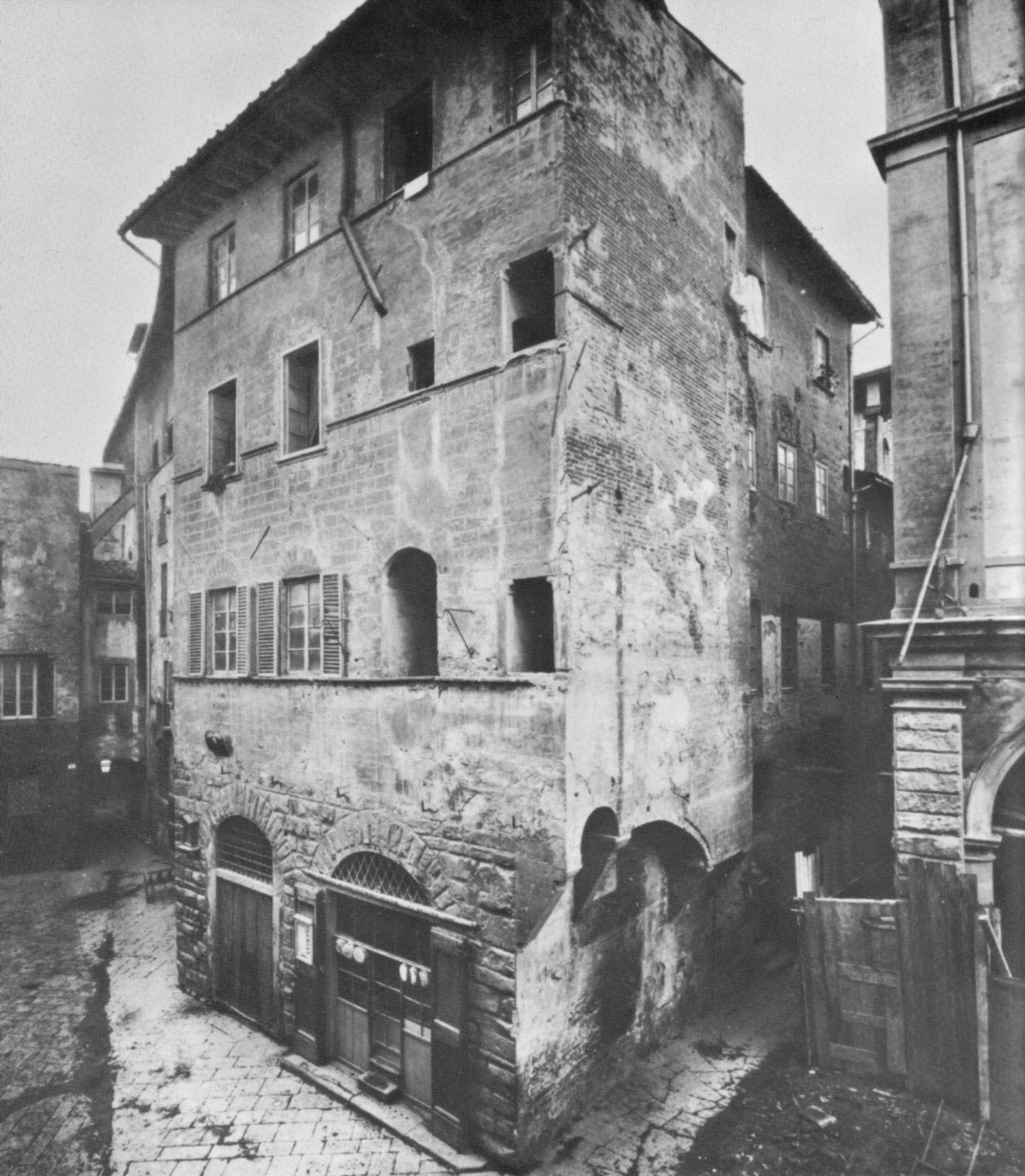
O Palazzo Giandonati durante o período do ressaneamento de Florença